# Amba Mariam
Amba Mariam è un villaggio nell'Etiopia centrale, nella regione di Amara nella Zona di Debub Wollo.
Durante l'Impero di Teodoro II d'Etiopia era conosciuto con il nome di Magdala o Magdela o
Meqdela. La città nel 1994 aveva 1.091 abitanti. È uno dei tre insediamenti presenti nella woreda di 
Tenta.

## Storia

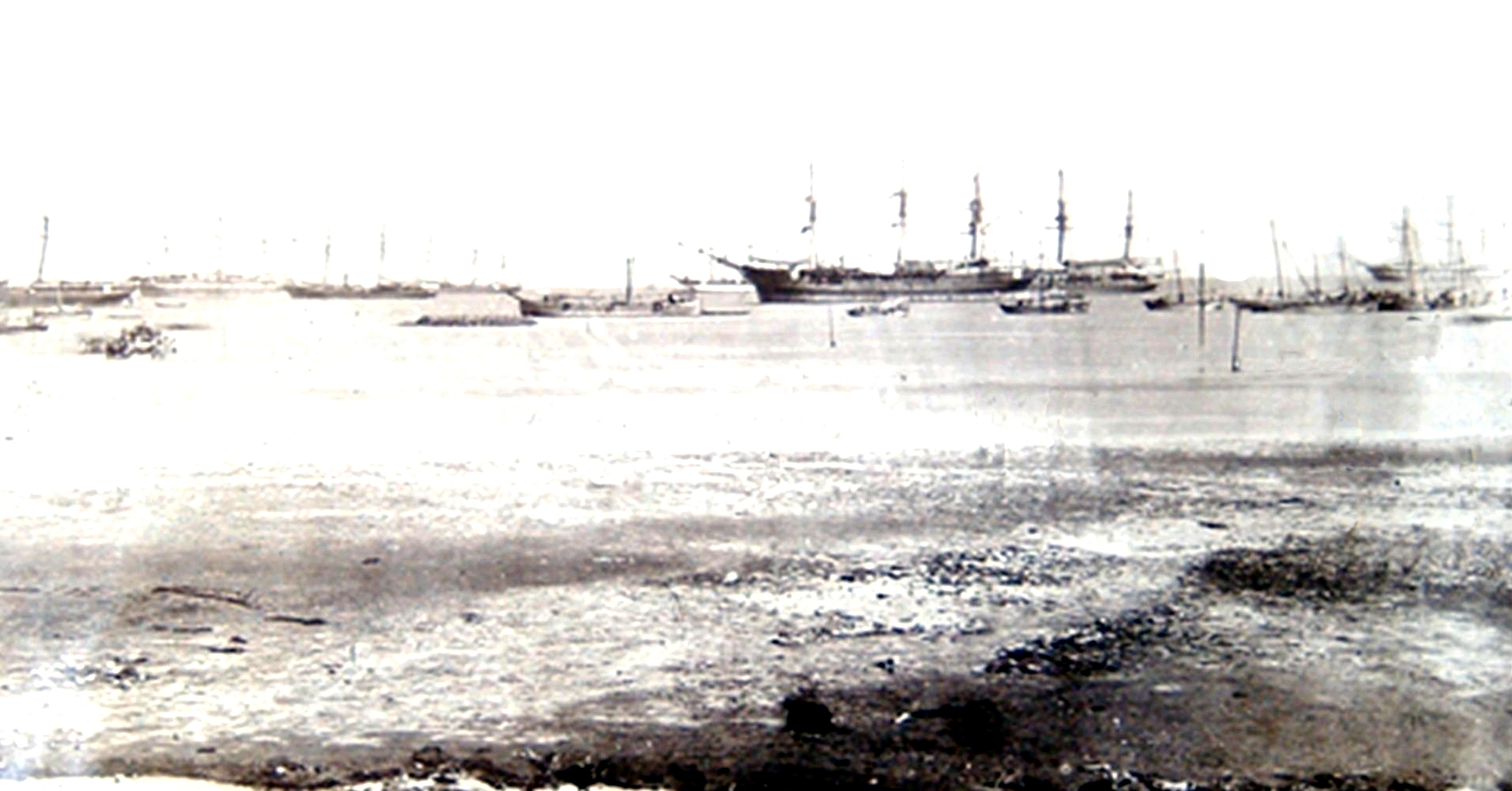
Navi d'appoggio e da guerra britanniche, nel golfo di Zula nel dicembre 1867

Verso gli inizi del XIX secolo, Magdala era una roccaforte montagnosa (cioè amba), appartenente alla regione Wollo del popolo Amara; quando Johann Ludwig Krapf si accampò alle sue pendici, il 26 marzo 1842, apparteneva infatti a Imam Liban degli Were Himano, un "ramo"
o sottogruppo dei Wollo. L'imperatore Teodoro II conquistò il villaggio il 22 settembre 1855.
Egli vi fece costruire un certo numero di edifici, incluso una chiesa e un palazzo. E ne fece la sua capitale. Nel 1867  vi ci fece imprigionare
diversi diplomatici britannici dopo aver ricevuto una risposta indesiderata (malcompresa e interpretata)
dalla regina Vittoria.
Una spedizione militare britannica, capitanata da Robert Napier, approdò nel 
golfo di Zula il 4 dicembre del 1867, e fece accampamento a Zula prima di marciare verso Magdala, la quale
raggiunse nell'aprile 1868. Dopo essere stato abbandonato dai suoi seguaci, dalla nobiltà 
Etiope, e dopo che le sue truppe ebbero affrontato le forze britanniche nella 
battaglia di Magdala e ne  uscirono sconfitte, Teodoro II si barricò nel forte di Magdala
e si sparò con la pistola che gli fu regalata proprio dalla regina Vittoria stessa, appena prima dell'assalto
finale delle truppe britanniche. Sul fatto è stato scritto un libro di narrativa: Flashman on the March.
I Britannici poi entrarono nella capitale dove salvarono i diplomatici inglesi. Prima di partire dall'Abissinia,
Sir Robert Napier, diede il permesso ai suoi soldati di saccheggiare e dare fuoco a Magdala, chiese incluse.
Il grande bottino di guerra, così guadagnato da Napier, può essere ancora oggi ammirato in alcuni 
musei, collezioni private e librerie d'Europa, inclusi alcuni oggetti religiosi come i tabot.
Alcuni di questi oggetti sono stati restituiti all'Etiopia, come la corona di Teodoro II
la quale fu personalmente presentata dal re Giorgio V all'imperatore 
Hailé Selassié I d'Etiopia nel 1925, durante una sua visita in Inghilterra.
Nel 2009, poco rimane di Magdala, "la capitale di Teodoro II", solo il cannone Sebastopol
dell'Imperatore Teodoro II d'Etiopia.
Il forte abbandonato fu temporaneamente occupato dal Lij Iyasu V di Etiopia dopo essere stato 
sconfitto nella battaglia di Segale. Il forte fu poi preso d'assedio dalle truppe vittoriose della fazione 
opposta. Il 18 luglio 1917, Iyasu, riuscì a scivolare attraverso le linee nemiche e a guidare una rivolta di 
contadini Wollo che fu poi sedata, e molti dei generali di Iyasu furono catturati, costringendo Lij Iyasu 
a scappare verso la depressione della Dancalia.